# Agave brunnea
Agave brunnea ist eine Pflanzenart aus der Gattung der Agaven (Agave) in der Unterfamilie der Agavengewächse (Agavoideae). Das Artepitheton brunnea stammt aus dem Lateinischen, bedeutet ‚braun‘ und verweist auf die braune Innenseite der Blüten.

## Beschreibung
Agave brunnea ist robust und vermehrt sich vegetativ durch Knospen aus dem Rhizom unterhalb der Blattbasen. Die Rhizome sind meist länglich, etwa 2 Zentimeter lang und 0,9 bis 2,5 Zentimeter breit. Ihre Wurzeln sind fleischig. Die vier bis acht sukkulenten, etwas glauken und rot marmorierten Laubblätter sind linealisch-lanzettlich bis breit lanzettlich und glatt. Sie sind bis zu 32 Zentimeter  lang und 1,3 bis 2,9 (selten bis 3,6) Zentimeter breit. Die Blattspitze ist spitz und besitzt ein langes Spitzchen. Die Blattränder sind gezähnt. Die knorpeligen, meist großen, Zähnen sind deltoid oder gestutzt-ausgenagt und stehen 0,3 bis 1,1 Zentimeter voneinander entfernt. Zwischen den Zähnen befindet sich an den Blatträndern ein helles Band. Die Reste der Blattbasen sind häutig und zerfallen an ihrer Spitze in feine Fasern von 5,5 bis 9,5 (selten ab 4,5) Zentimeter Länge.
Der „ährige“ Blütenstand erreicht eine Höhe von bis zu 130 Zentimeter. Der blütentragende Teil ist 6,5 bis 29 Zentimeter lang und trägt neun bis 19 einzelnen, sitzenden, fast aufrechten Blüten. Der lang ellipsoide Fruchtknoten ist 10 bis 20 (selten bis 25) Millimeter lang. Die schmal trichterförmige und gerade Perigonröhre ist oberhalb des Fruchtknotens allmählich eingeschnürt. Sie ist 20 bis 32 (selten 15 bis 35) Millimeter lang. Ihre Außenseite ist gelblich grün, die Innenseite braun. Die stumpfen Perigonzipfel sind an ihrer Spitze nicht angeschwollen. Der Griffel überragt die Perigonröhre um 35 bis 53 (selten bis 65) Millimeter. Die keulenförmigen Narben sind dreikantig und tief gefurcht. Die Blütezeit reicht vom späten Juni bis in den August.
Die ellipsoiden bis länglichen, verholzten Früchte sind 1,8 bis 3,6 Millimeter lang und 1,2 bis 1,6 Millimeter breit. Sie enthalten Samen von 5 Millimeter Länge und 3 bis 4 Millimeter Breite.

## Systematik und Verbreitung
Agave brunnea ist in den mexikanischen Bundesstaaten Chihuahua und Coahuila auf trockenen Hügeln oder Wüstenebenen, vulkanischen oder alluvialen Böden in Höhenlagen von 1125 bis 1400 Metern verbreitet. 
Die Erstbeschreibung durch Sereno Watson wurde 1891 veröffentlicht. Nomenklatorische Synonyme sind Manfreda brunnea (S.Watson) Rose (1903) und Polianthes brunnea (S.Watson) Shinners  (1966).
Die Art gehört in die Untergattung Manfreda und wird dort der Manfreda-Gruppe zugeordnet.

## Nachweise